# جوليس تي ألين
جوليس تي ألين (بالإنجليزية: Jules T. Allen)‏ هو فنان تشكيلي ومصور أمريكي، ولد في 13 سبتمبر 1947 في سان فرانسيسكو في الولايات المتحدة.

## وصلات خارجية
- الموقع الرسمي